# Il bambino di pietra
Il bambino di pietra, sottotitolo Una nevrosi femminile, è un romanzo del 1979 della scrittrice italiana Laudomia Bonanni. Il romanzo venne pubblicato per la prima volta dalla casa editrice Bompiani ed è una cruda analisi delle nevrosi femminili e materne, attraverso la quale l'autrice riflette sulla condizione femminile. Il romanzo è il terzultimo di Laudomia Bonanni e fu finalista al Premio Strega nel 1979.

## Storia editoriale
Laudomia Bonanni decise di scrivere questo libro in seguito alla lettura su un giornale di un fatto di cronaca: una donna si era trovata costretta a partorire un feto duro, marmoreo, un bambino di pietra.

## Trama
Il romanzo racconta di Cassandra, una donna sposata che intraprende un percorso di psicanalisi con lo scopo di risolvere le nevrosi che la affliggono, in seguito alla sua educazione e alla sua maternità mancata. La storia narra anche della presa di tentativo di Cassandra di un recupero del passato, alla ricerca dei motivi che hanno dato alla sua vita un esito diverso da quello che ipotizzava.
Attraverso il resoconto dell'esperienza di psicanalisi della protagonista, la Bonanni lanciò una dura critica alla famiglia borghese e all'inevitabilità di una donna di confrontarsi con la maternità o con la sua negazione.